# ヤーン・ポプルハール
ヤーン・ポプルハール（Ján Popluhár、1935年8月12日 - 2011年3月6日）は、スロバキア（旧チェコスロバキア）の元サッカー選手。ポジションはDF。1960年代を代表するディフェンダーの一人である。

## 経歴
ポプルハールは、ユース時代をディナモ・ベルノラーコヴォで過ごした後、1954年にŠKスロヴァン・ブラチスラヴァで選手経歴を開始した。2年間の兵役のため、ルダー・フヴェズダ・ブルノで過ごした後は、再びブラチスラヴァへ復帰し10数年間に渡ってプレーを続け、リーグ優勝2回（1962年、1963年）に貢献した。1963年にはアルフレッド・ディ・ステファノやフェレンツ・プスカシュ、エウゼビオらと共に世界選抜に選出され、FA創立100周年記念試合に出場した。1965年にはチェコスロバキア年間最優秀選手賞を受賞した。
1971年に長年過ごしたブラチスラヴァを離れ、フランスのオリンピック・リヨンへ移籍したが、1シーズン限りでチェコスロバキアへ帰国しズブロヨフカ・ブルノへ移籍。2年後の1972年からはオーストリアのスロヴァン・ウィーンへ移籍し、選手兼任監督を務めた。そして1979年に37歳で現役を引退した。
チェコスロバキア代表ではスヴァトプルク・プルスカルと共に強力な守備陣を形成し、1958年のFIFAワールドカップ・スウェーデン大会、1960年の1960 欧州ネイションズカップ3位、1962年のFIFAワールドカップ・チリ大会準優勝に貢献した。ポプルハールは1957年から1967年の間に国際Aマッチ62試合に出場した。代表で唯一となった得点は1966年6月に敵地のエスタジオ・ド・マラカナンで行われたブラジルとの親善試合において、フリーキックから記録した（試合は2-1でチェコスロバキアの勝利）。
引退後の1997年にポプルハールは世界フェアプレー賞を受賞した。また2003年には欧州サッカー連盟創立50周年を祝うUEFAジュビリーアウォーズの式典に際して、スロバキアの過去50年間の最優秀選手に選出された。
2011年3月6日にブラチスラヴァの病院で死去したことを、スロヴァキアサッカー連盟が発表した。75歳没。

## エピソード
スロヴァン・ブラチスラヴァ時代の監督Leopold Šťastnýは選手にあだ名を付けることで知られていたが、ポプルハールは温厚な性格からBimbo（サーカスや動物園の象によくつける名前、英俗語で”うすのろ”の意）の愛称で呼ばれた。この逸話はチェコスロバキアのサッカー界で広く知られていた。

## 個人タイトル
- チェコスロバキア年間最優秀選手賞（1965年）
- 世界フェアプレー賞（1997年）
- UEFAジュビリーアウォーズ（2003年）